# Metitepina
Metitepina (DCI; códigos de desenvolvimento: Ro 8-6837 (maleato) e VUFB-6276 (mesilato); também conhecida como metiotepina) é uma droga psicotrópica do grupo dos tricíclicos que nunca foi comercializada. Atua como um antagonista não seletivo de serotonina, dopamina e receptores adrenérgicos e possui propriedades antipsicóticas.